# Artículos de Esmalcalda
Los Artículos de Esmalcalda (en alemán: Schmalkaldische Artikel) son un resumen de la doctrina luterana, escritos por Martín Lutero en 1537 para una reunión con la liga de Esmalcalda para prepararse para un concilio ecuménico de la Iglesia que se intentaba llevar a cabo. El patrocinador de Lutero, el elector Juan Federico I de Sajonia, le pidió que preparara esos artículos para la reunión de la Liga en 1537, que se volvería a llevar a cabo en Esmalcalda. La Liga se había organizado en 1531 como la unión de varios territorios y ciudades luteranos, para proveer de un frente unido militar y políticamente contra los políticos y ejércitos católicos, dirigidos por el emperador Carlos V. Cuando se reunió la Liga de Escalmalda, Lutero se encontró muy enfermo con un caso severo de cálculos renales, por lo cual no pudo asistir a la reunión. La liga finalmente decidió no adoptar los artículos que Lutero había escrito. Lo que pasó es que fueron influenciados para no adoptar los Artículos de Esmalcalda por Philipp Melanchthon, al cual le preocupaba que el escrito de Lutero sería considerado como divisivo por algunos. A Melanchthon se le pidió que escribiera una declaración clara acerca del Papado y eso mismo hizo, un documento que fue adoptado en la reunión como el Tratado sobre el Poder la Primacía del Papa. Los Artículos de Esmalcalda fueron muy valorados por Juan Federico quien ordenó que fueran parte de su último deseo y testamento. Y aunque no se adoptaron en la reunión de la Liga de Esmalcalda en 1537, fueron muy usados y se incorporaron dentro del Libro de la Concordia en 1580 como una de las Confesiones Luteranas de la fe.
Lutero resumió, lo que él consideraba, era la enseñanza más importante del cristianismo:

El primer y más importante artículo es este: Jesucristo, nuestro Dios y Señor, murió por nuestros pecados y fue resucitado para nuestra justificación (Romanos 3:24-25). Sólo Él es el Cordero de Dios que quita los pecados del mundo (Juan 1:29), y Dios cargó en Él la iniquidad de todos nosotros (Isaías 53:6). Todos han pecado y son justificados gratuitamente, sin sus propias obras y méritos, por Su gracia, a través de la redención que es en Cristo Jesús, en Su sangre (Romanos 3:23-25). Esto es lo que es necesario creer. Esto no se puede adquirir o entender por ninguna obra, ley o mérito. Por lo tanto, es claro y cierto que sólo esta fe nos justifica... Nada de este artículo se puede renunciar o abandonar, aún si el cielo y la tierra y todo lo demás cayera (Marcos 13:31)

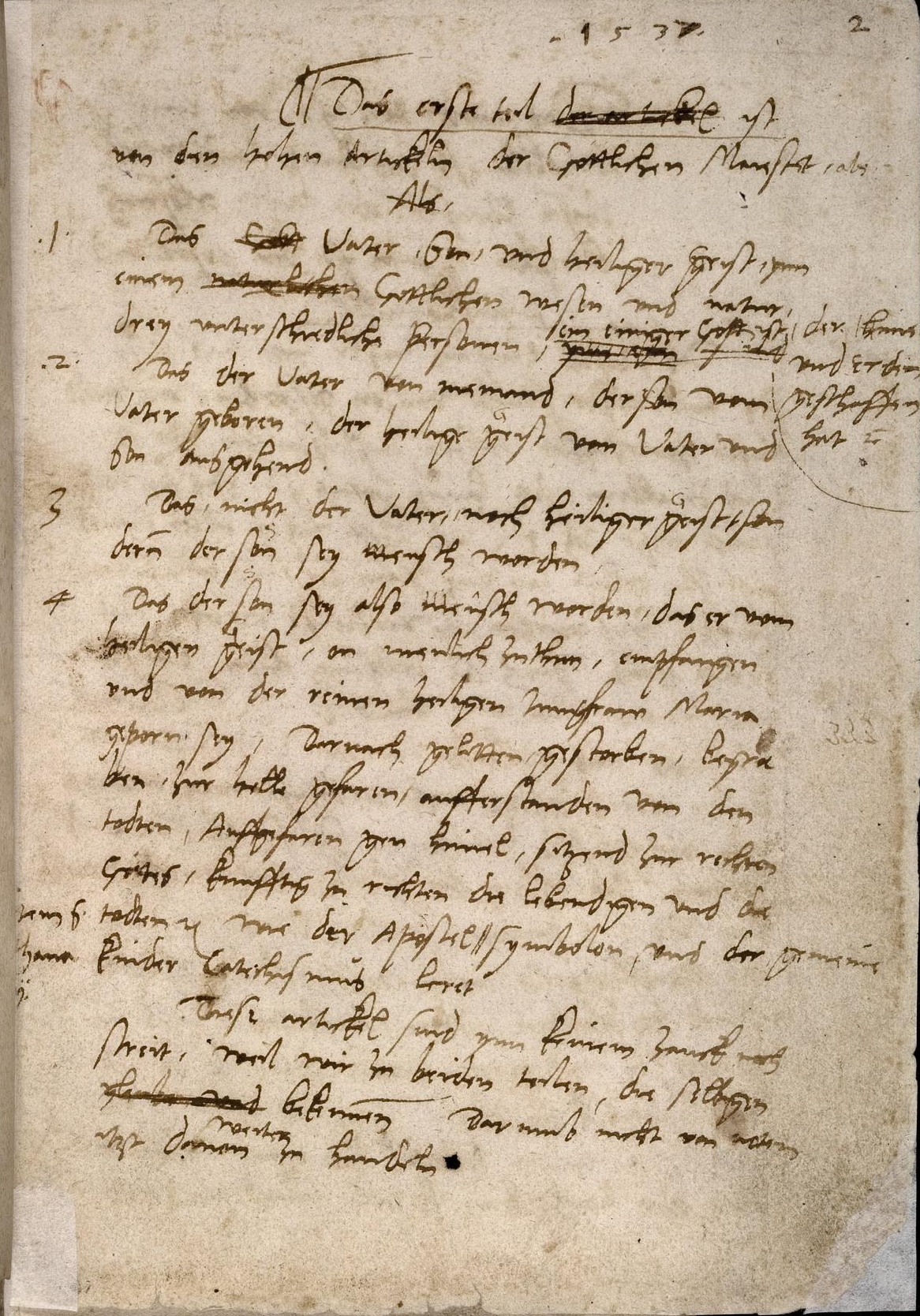
Los Artículos de Esmalcalda, Schmalkaldische Artikel, UB Heidelberg, Cod. Pal. germ. 423

Aunque nunca se llevó a cabo el referido concilio, los Artículos de Esmalcalda se vieron como un suplemento a las otras Confesiones de la Iglesia Luterana y se siguen usando aún hasta el día de hoy. Están incluidos en el Libro de la Concordia.